# Le Corbusier, l'architecte du bonheur
Pour plus de détails, voir Fiche technique et Distribution.
Le Corbusier, l'architecte du bonheur est un court-métrage français réalisé par Pierre Kast et sorti en 1957.

## Synopsis
Le film montre les différentes œuvres de Le Corbusier, puis décrit le projet d'aménagement de Paris et l'unité d'habitation de Marseille.

## Fiche technique
- Réalisation : Pierre Kast
- Auteurs des commentaires : France Roche, Jean-Pierre Vivet[1]
- Photographie : Philippe Agostini, Arcady, Jacques Letellier
- Montage : Claude Nicole
- Musique : Georges Delerue, Alain Goraguer
- Production : Les Films de Saint-Germain-des-Prés
- Format :  Noir et blanc - Son mono - 16 mm[2]
- Pays :  France
- Genre : Court métrage documentaire
- Durée : 22 minutes